# 都市計画提案制度
都市計画提案制度（としけいかくていあんせいど）とは、2002年（平成14年）における都市計画法の改正及び都市再生特別措置法の制定で創設された都市計画制度。土地の所有者やまちづくりNPO等あるいは民間事業者等が、一定規模以上の一団の土地について、土地所有者の3分の2以上の同意等一定の条件を満たした場合に、都市計画の決定や変更の提案をすることができる。
提案を受けた地方自治体は、遅滞なく、計画提案を踏まえた都市計画の決定又は変更をする必要があるかどうかを判断し、決定又は変更の必要があると認めるときは案を作成しなければならない。一方、都市計画の決定又は変更の必要がないと判断したときは、あらかじめ都市計画審議会に計画提案を提出してその意見を聴いた上で、決定しない旨とその理由を提案者に通知しなければならない。

## 提案に必要な条件
提案をする場合には、次の条件を満たす必要がある。
- 0.5ヘクタール以上の一体的な一団の土地であること
- 「都市計画区域の整備、開発及び保全の方針」など、都市計画に関する基準に適合していること
- 提案区域内の土地の所有者等の3分の2以上の同意（人数と面積）があること

## 提案に必要な書類
提案をする場合には、次の書類が必要である。
- 提案書
- 都市計画の素案（区域を示す図面等）
- 土地所有者等の同意書
- 周辺環境への影響に関する調書
- 地権者及び周辺住民等への説明に関する調書
- その他必要と認められる書類